# Partia Europejskiej Lewicy

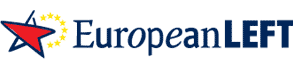
Logo Partii Europejskiej Lewicy

Partia Europejskiej Lewicy (ang. Party of the European Left, PEL) – partia polityczna działająca na poziomie europejskim, grupująca partie i organizacje socjalistyczne i komunistyczne z Unii Europejskiej oraz innych krajów europejskich. Możliwe jest również członkostwo w PEL osób prywatnych oraz innych grup politycznych. EPL została założona w 2004 w celu startu w wyborach do Parlamentu Europejskiego. Partia powstała 8 maja 2004 w Rzymie.
Niektóre partie uczestniczące w PEL należą również do Europejskiej Lewicy Antykapitalistycznej.
Jedyną polską organizacją związaną z PEL (jako obserwator) byli Młodzi Socjaliści.

## Historia
Pierwszy Kongres PEL miał miejsce 8 października 2005 w Atenach. Przyjęto na nim Deklarację Europejskiej Lewicy. Drugi Kongres PEL miał miejsce 23–25 listopada 2007 w Pradze.
W 2018 roku francuska Partia Lewicy opuściła PEL w proteście przeciwko członkostwu Syrizy, którą oskarżyła o prowadzenie polityki cięć budżetowych niezgodną z ideami przyświecającymi lewicy.

## Organizacje członkowskie
- Austria: Komunistyczna Partia Austrii (niem. Kommunistische Partei Österreichs)
- Belgia: Jutro (fr. Demain)
- Belgia: Komunistyczna Partia Belgii (Walonia) (fr. Parti Communiste de Belgique)
- Belgia: Komunistyczna Partia Belgii (Flandria) (nid. Kommunistische Partij van België)
- Białoruś: Białoruska Partia Lewicy „Sprawiedliwy świat” (białor. Беларуская партыя левых «Справядлівы свет» – Biełaruskaja partyja lewych "Sprawiadliwy swiet")
- Bułgaria: Bułgarska Lewica (buł. Българската левица – Balgarska Levitcata)
- Czechy: Lewica (czes. Levice)
- Dania: Czerwono-Zieloni (duń Enhedslisten – De Rød-Grønne)
- Estonia: Zjednoczona Estońska Partia Lewicy (est. Eestimaa Ühendatud Vasakpartei)
- Francja: Francuska Partia Komunistyczna (fr. Parti communiste français)
- Finlandia: Komunistyczna Partia Finlandii (fin. Suomen Kommunistinen Puolue)
- Grecja: Syriza (gr. Συνασπισμός Ριζοσπαστικής Αριστεράς)
- Hiszpania: Komunistyczna Partia Hiszpanii (hiszp. Partido Comunista de España)
- Hiszpania: Zjednoczona Lewica (hiszp. Izquierda Unida)
- Hiszpania: Zjednoczona Lewica i Alternatywa (bas. Esquerra Unida i Alternativa)
- Luksemburg: Lewica (luks. Déi Lénk, fr. La Gauche)
- Niemcy: Lewica (niem. Die Linke)
- Mołdawia: Partia Komunistów Republiki Mołdawii (rum. Partidul Comuniştilor din Republica Moldova)
- Portugalia: Blok Lewicy (port. Bloco de Esquerda)
- Rumunia: Rumuńska Partia Socjalistyczna (rum. Partidul Socialist Român)
- Szwajcaria: Szwajcarska Partia Pracy (niem. Partei der Arbeit der Schweiz)
- Słowenia: Lewica (słoweń. Levica)
- Turcja: Partia Wolności i Sprawiedliwości (tur. Özgürlük ve Dayanışma Partisi)
- Węgry: Węgierska Komunistyczna Partia Pracujących (węg. Magyar Kommunista Munkáspárt) (do 2009)
- Węgry: Węgierska Partia Robotnicza 2006 (węg. Magyarországi Munkáspárt 2006)
- Wielka Brytania: Jedność Lewicy (ang. Left Unity)
- Włochy: Odrodzenie Komunistyczne (wł. Partito della Rifondazione Comunista)

## Organizacje-obserwatorzy
- Cypr: Postępowa Partia Ludzi Pracy (gr. Anorthotikó Kómma Ergazómenu Lau)
- Cypr Północny: Zjednoczona Partia Cypryjska (tur. Birleşik Kıbrıs Partisi)
- Cypr Północny: Nowa Partia Cypryjska (tur. Yeni Kıbrıs Partisi)
- Czechy: Komunistyczna Partia Czech i Moraw (czes. Komunistická strana Cech a Moravy)
- Finlandia: Sojusz Lewicy (fin. Vasemmistoliitto)
- Słowacja: Komunistyczna Partia Słowacji (słowac. Komunistická strana Slovenska)
- Włochy: Inna Europa z Tsiprasem (wł. L'Altra Europa con Tsipras)

## Organizacje partnerskie
- Austria: Zmiana (niem. Der Wandel)
- Austria: LEWICA (niem. LINKS)
- Francja: Razem (fr. Ensemble!)
- Niemcy: Lewica Marksistowska (niem. Marxistische Linke)
- Węgry: Partia Lewicy (węg. A BAL - Balpárt)
- Wielka Brytania: Demokratyczna Lewica Szkocji (ang. Democratic Left Scotland)